# زاگرس (فیلم)
زاگرس فیلمی به کارگردانی و تهیه‌کنندگی محمدعلی نجفی، نویسندگی شادمهر راستین ساخته سال ۱۳۸۴ است. این فیلم در بهمن ۱۳۸۶ بر روی پرده رفته است.

## خلاصه فیلم
فیلم زاگرس داستان دو مهندس است که بعد از بیست سال جدایی بعد از نامزدی برای انجام پروژه‌ای همکار می‌شوند.

## بازیگران
علی نصیریان دکتر بختیاری
ژاله علو مادر نادر
رضا کیانیان نادر کیهانی
مریلا زارعی هنگامه زندی
کیهان ملکی تورج صولت
قاسم زارع مهندس عاشوری
رعنا آزادی ور مهسا بختیاری
بابک حمیدیان شیرمحمد ایذه ای
بهرام ابراهیمی مهندس اصلان پور
حنانه شهشهانی لادن

## جشنواره‌ها
فیلم زاگرس در بیست و چهارمین دوره جشنواره فیلم فجر (۱۳۸۴) در ۲ بخش بهترین صداگذاری (پرویز آبنار) و بهترین جلوه‌های ویژه (محسن شاه‌ابراهیمی) کاندیدای مسابقات بوده است.
همچنین این فیلم در دهمین دوره جشن خانه سینما (۱۳۸۵) در بخش بهترین جلوه‌های ویژه (محسن شاه‌ابراهیمی) نیز کاندیدای مسابقات بوده است.